# Хакалес (Сан Бернардо)
Хакалес (шп. Jacales) насеље је у Мексику у савезној држави Дуранго у општини Сан Бернардо. Насеље се налази на надморској висини од 2130 м.

## Становништво
Према подацима из 2005. године у насељу је живело 12 становника.

### Хронологија
| Година       | 2000 | 2005 |
| ------------ | ---- | ---- |
| Становништво | 14   | 12   |

### Попис
| # | Индикатор                        | Вредност |
| - | -------------------------------- | -------- |
| 1 | Укупно појединачних домаћинстава | 2        |